# Louannec
Louannec (bretonisch Louaneg) ist eine französische Gemeinde mit 3.053 Einwohnern (Stand 1. Januar 2022) im Département Côtes-d’Armor in der Region Bretagne. Sie gehört zum Arrondissement Lannion und zum Kanton Perros-Guirec. Die Einwohner werden Louannecains/Louannecaines genannt.

## Geographie
Die Gemeinde liegt an der Atlantikküste, die in diesem Abschnitt Côte de Granit Rose genannt wird, rund acht Kilometer nordöstlich von Lannion. Das Gemeindegebiet grenzt an die Bucht von Perros (frz.: Anse de Perros), die stark von den Gezeiten geprägt ist und bei Niedrigwasser oft trocken liegt.
Nachbargemeinden von Louannec sind:
- Trélévern im Osten,
- Kermaria-Sulard im Südosten,
- Lannion im Süden,
- Saint-Quay-Perros im Westen und
- Perros-Guirec im Nordwesten.

Louannec liegt etwa 57 Kilometer nordwestlich von Saint-Brieuc im Nordwesten des Départements Côtes-d’Armor.

### Verkehrsanbindung
Die Gemeinde liegt abseits überregionaler Verkehrswege. Nur im äußersten Nordwesten berührt die Départementsstraße D788, die von Lannion nach Perros-Guirec führt, das Gemeindegebiet. Die lokale Verkehrsanbindung erfolgt durch die Départementsstraße D6 (Kermaria-Sulard nach Perros-Guirec).

## Geschichte
Funde aus der Jungsteinzeit und der keltischen Periode deuten auf eine frühe Besiedlung hin. Ende des 11. Jahrhunderts errichteten die Herren von Coat-Guézennec eine kleine Festung. Der Ort erscheint erstmals im Jahr 1160 als Loguanoc in einer Besitzurkunde der Johanniter. Im Jahr 1292 wird die Kirchgemeinde erstmals erwähnt. Die Gemeinde gehörte von 1793 bis 1801 zum Distrikt Lannion. Seit 1801 ist sie Teil des Arrondissements Lannion und seit 1793 eine Gemeinde im Kanton Perros-Guirec.

## Sprache
Louannec gehört zur Basse-Bretagne/Breizh Izel. In diesem Westteil der Bretagne sprach die Bevölkerung bis in die 1950er-Jahre mehrheitlich Bretonisch. Im Schuljahr 2014/2015 besuchten 31 Kinder (12,6 % der eingeschulten Kinder) einen Unterricht in Bretonisch. Dennoch gehört Louannec zu dem Teil der Gemeinden in der West-Bretagne, die sich
(noch) nicht bei Ya d’ar brezhoneg beteiligen.

## Bevölkerungsentwicklung
| Jahr                       | 1962 | 1968 | 1975 | 1982 | 1990 | 1999 | 2006 | 2014 |
| Einwohner                  | 1076 | 1170 | 1619 | 2191 | 2195 | 2383 | 2794 | 3075 |
| Quellen: Cassini und INSEE |      |      |      |      |      |      |      |      |

Die zunehmende Mechanisierung der Landwirtschaft und die hohe Anzahl Gefallener des Ersten Weltkriegs führten zu einem Absinken der Einwohnerzahlen bis auf die Tiefststände in neuerer Zeit.

## Sehenswürdigkeiten
- Manoir de Barac’h, Herrenhaus aus dem 13. Jahrhundert – Monument historique[1]
- Manoir du Cosquer, Herrenhaus aus dem 16. Jahrhundert – Monument historique[2]
- Dorfkirche Saint-Yves (1896–1898 unter der Leitung von Ernest Le Guerrannic erbaut)
- Kapelle Saint-Yves in Kerallain (erbaut 1932–1933)
- Privatkapelle der Augustiner aus dem 20. Jahrhundert
- Herrenhäuser in Kernu (16. Jahrhundert), Kernabacon (Guernabacon; 18. Jahrhundert) und Rosmapamon (1840)
- Kalvarienberge in Croajou (Sockel aus dem Jahr 1736), Truzugal und Pezron
- Quellbrunnen von Saint–Yves aus dem 19. Jahrhundert
- Landgüter von Coatdeneo (1715), Coat-Guézennec (1762), Guernabacon (18. Jahrhundert) und Le Guillors (17./18. Jahrhundert)
- jeweils mehrere Wind- und Wassermühlen
- Brunnen von Covenant
- Leuchtturm von Nantouar aus dem Jahr 1860
- Leuchtturm von Kerjean aus dem Jahr 1860
- Dolmen von Barac’h–Philippe in Park-ar-Ven
- Denkmal für die Gefallenen[3]
- Denkmal für die Gefallenen[4]

Quelle:

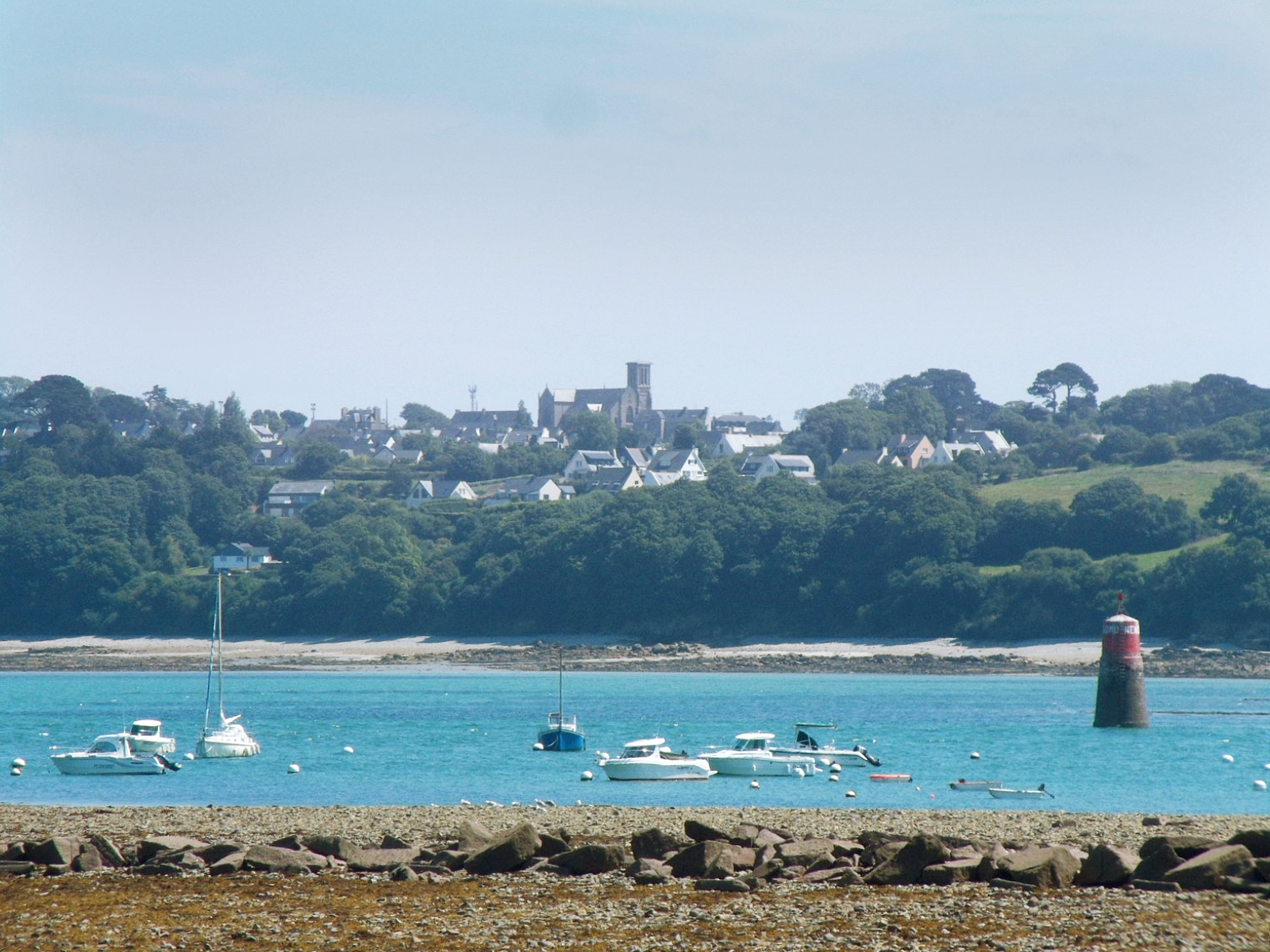
Blick auf Louannec über die Bucht von Perros
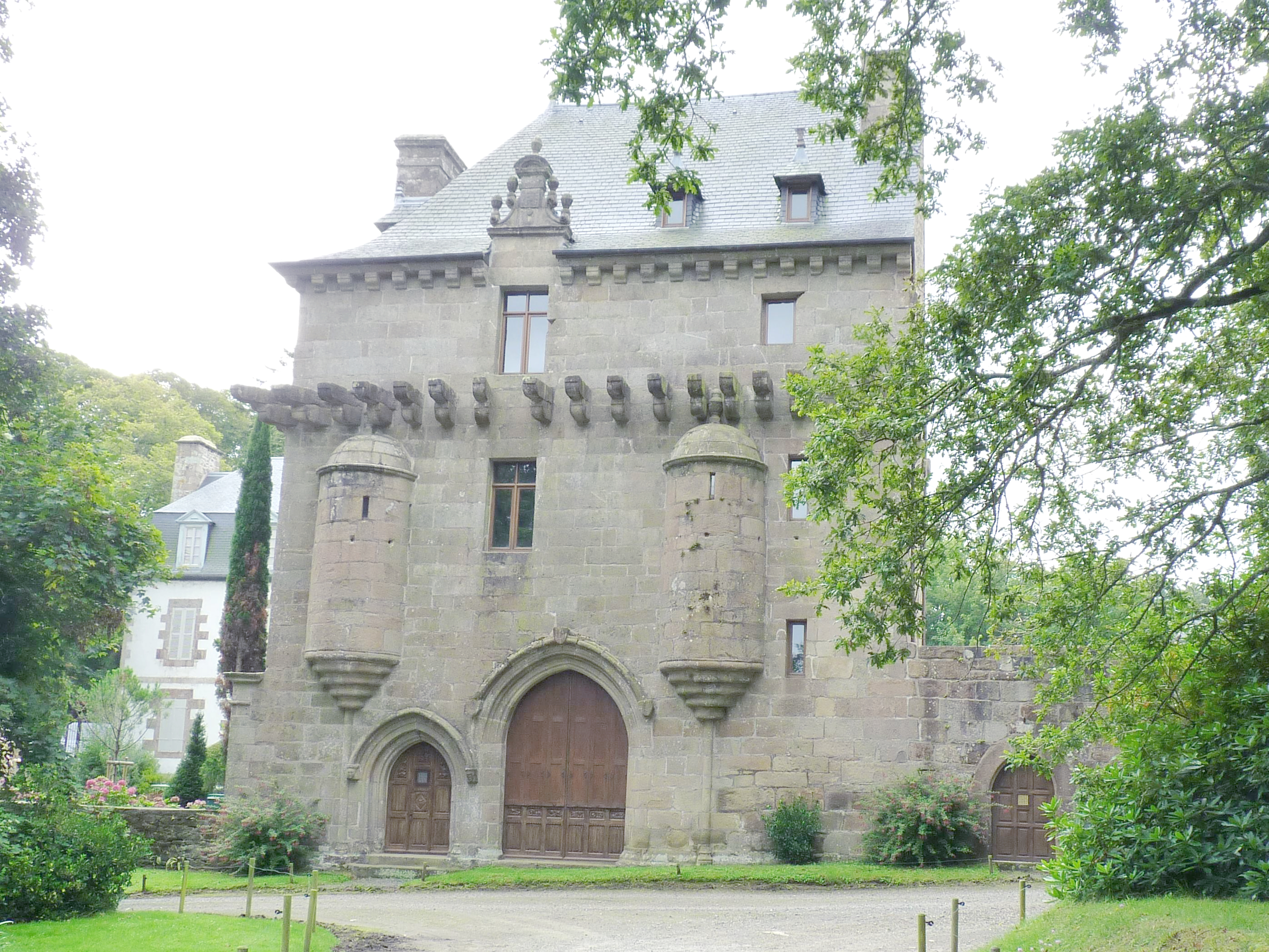
Herrenhaus Manoir de Barac’h
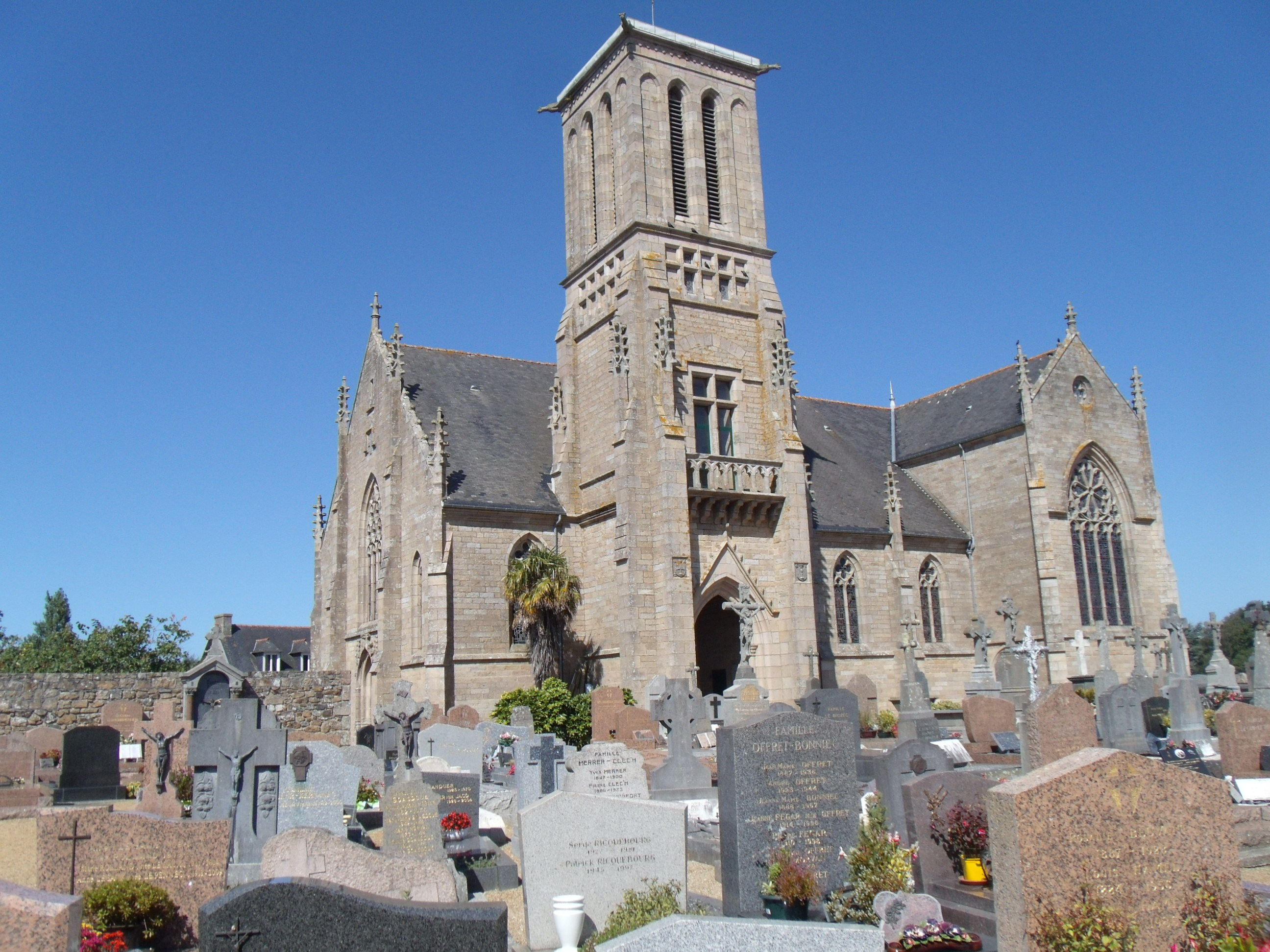
Dorfkirche Saint-Yves
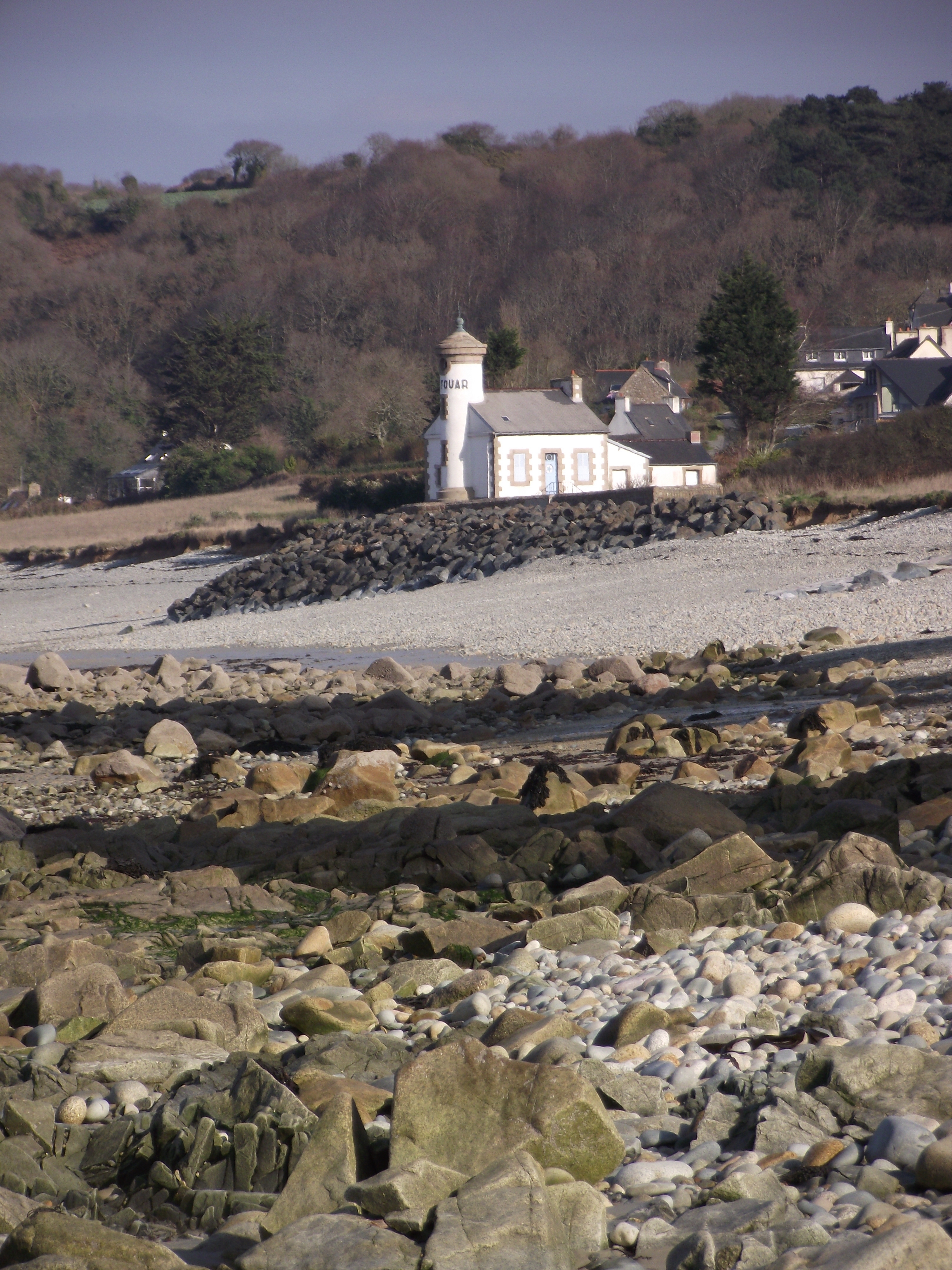
Leuchtturm von Nantouar